# Ceritellidae
Ceritellidae zijn een uitgestorven familie van weekdieren uit de klasse van de Gastropoda (slakken).

## Taxonomie
De volgende taxa zijn bij de familie ingedeeld:
- Geslacht  † Fibula Piette, 1857
  -  † Fibula angustivoluta Hudleston
  -  † Fibula canina (Hudleston
  -  † Fibula goyoni Fischer, 1964
  -  † Fibula phasianoides (Morris & Lycett, 1851
  -  † Fibula rupestris C.F. Parona, 1895
  -  † Fibula tarda C.F. Parona, 1895
  -  † Fibula velox Hudleston